# Chronologie de l'histoire du Québec (1791 à 1840)
Cette section de la Chronologie de l'histoire du Québec concerne les événements entre l’adoption de l’Acte constitutionnel de 1791 et l’adoption de l’Acte d’Union de 1840.

## Années 1790
- 1791 - L’Acte constitutionnel est adopté par le Parlement britannique le 10 juin et entraîne la division de la Province of Quebec en deux colonies: le Haut-Canada et le Bas-Canada. Les représentants du Parti canadien sont insatisfaits et les dirigeants du British Party sont mécontents.
- 1791 - L'Acte constitutionnel donne la qualité d'électeur à tous les propriétaires, à partir d'un certain seuil assez modeste, sans distinction de sexe.
- 1792 - Conformément à l’article XIV de l’Acte constitutionnel de 1791, le lieutenant-gouverneur Alured Clarke établit, sans aucune norme, 27 circonscriptions électorales qui élisent 50 députés. Cette division territoriale sera en vigueur jusqu’en 1829.
- 1792 - Les premières élections à se tenir depuis l’introduction du parlementarisme dans la colonie en 1791 ont lieu entre le 11 et le 27 juin. La première séance du parlement du Bas-Canada s’ouvre le 17 décembre.
- 1792 - Certaines femmes propriétaires ont ainsi le droit de vote et l'exercent. Le droit de vote des femmes est retiré en 1849.
- 1792 - Le 18 décembre, Jean-Antoine Panet est élu président de l’Assemblée législative.
- 1792 - Ouverture du premier bureau de poste à Montréal le 20 décembre.
- 1793 - Débat sur les langues à l’Assemblée législative du Bas-Canada le 21 janvier.
- 1793 - Le 27 janvier, le Canadien Jean Basset présente un mémoire à la  Convention nationale française dans lequel il demande la reconquête du Canada par la France.
- 1793 - La France déclare la guerre à l’Angleterre le 8 février.
- 1793 - Prorogation de la première session du Parlement le 9 mai.
- 1793 - Le 23 septembre, le gouverneur Guy Carleton demande à l’Assemblée législative d’adopter des mesures contre les étrangers (Français et Américains) et les citoyens Canadiens séditieux qui menacent le gouvernement britannique au Canada.
- 1793 - En octobre, le bruit court qu’une flotte française s’en vient reprendre le Canada.
- 1793 - La deuxième session du Parlement ouvre le 11 novembre.
- 1793 - Le 26 novembre, l’Assemblée législative adopte une loi qui suspend l’Habeas Corpus et enrôle pratiquement tous les hommes de 18 à 60 ans dans la milice.
- 1794 - Au printemps, des émeutes éclatent à Montréal et à Québec en lien avec la circulation d'un document qui, dans le sillage des guerres de la Révolution française, invitait la population canadienne à se libérer du joug de la Grande-Bretagne au moment même de la mise en vigueur de la loi de milice.
- 1795 - Entrée en vigueur du premier impôt foncier au Bas-Canada.
- 1796 - Agitation dans le Bas-Canada. Les victoires françaises réjouissent le peuple. Inquiétude et alarme chez les dirigeants britanniques et canadiens.
- 1796 - Le Parti canadien se consolide avec la deuxième élection.
- 1796 - Le premier des cantons de l’Est, le comté de Dunham, est créé.
- 1797 - Vingt-six prêtres, chassés de France, émigrent au Canada.
- 1797 - Robert Prescott devient Gouverneur général des colonies de l’Amérique du Nord britannique le 27 avril.
- 1798 - Début de l’immigration irlandaise au Canada.
- 1798 - Première école secondaire anglophone (High School).
- 1799 - Des hommes d'affaires et des administrateurs anglais du Bas-Canada organisent une souscription publique pour venir en aide à la Grande-Bretagne pendant les guerres de la Révolution française. Le clergé catholique, voulant faire montre du loyalisme de la population canadienne-française, souscrivit généreusement.

## Années 1800
- 1800 - Le 7 février, Amable De Bonne, juge et membre de l’Assemblée législative, présente un projet de loi visant à créer l’Institut royal.
- 1800 - Après la mort du père Casot, dernier Jésuite du Bas-Canada, les biens et les propriétés de la Compagnie de Jésus sont confisqués par les autorités impériales. À l'époque de la Confédération, une partie considérable de ces biens a été cédée au gouvernement de la province de Québec.
- 1801 - Une loi réclamant les lods et ventes des seigneuries, que l'on n'avait pas exigés depuis la Conquête, provoque la colère des marchands britanniques qui exigent l'abolition du régime seigneurial.
- 1803 - Napoléon Bonaparte vend l’immense territoire de la Louisiane aux États-Unis d’Amérique.
- 1804 - Campagne électorale très violente à l'occasion de la quatrième élection générale. Le Parti canadien poursuit sa consolidation.
- 1805 - Fondation du journal The Quebec Mercury par Thomas Cary, partisan des Tories (conservateurs).
- 1805 - Joseph-Octave Plessis devient évêque de Québec.
- 1806 - Pierre-Stanislas Bédard et François Blanchet, membres du Parti canadien, fondent le journal Le Canadien.
- 1807 - Élection de Ezekiel Hart lors d’une élection partielle le 11 avril.
- 1807 - Le 29 août, James Henry Craig devient Gouverneur général des colonies de l’Amérique du Nord britannique.
- 1808 - Le premier février, l’Assemblée législative remet en cause le serment d’allégeance fait par Ezekiel Hart. (Il est de foi juive).
- 1808 - L’Assemblée législative vote l’expulsion de Ezekiel Hart le 20 février.
- 1808 - Louis-Joseph Papineau et Denis-Benjamin Viger sont élus pour la première fois le 27 avril. Ils se joignent au Parti canadien.
- 1808 - Le 14 juin, les propriétaires du journal Le Canadien ainsi que leur collaborateur sont démis de leurs fonctions dans le gouvernement.
- 1808 - Population du Bas-Canada : 250 000 habitants; population du Haut-Canada: 71 000 habitants.
- 1809 - Le premier bateau à vapeur circule entre Québec et Montréal.
- 1809 - Fondation de la Société littéraire de Québec.
- 1809 - Le 18 avril, l’Assemblée législative adopte une résolution sur l’inéligibilité des juges dans l’Assemblée législative.
- 1809 - Le gouverneur Craig dissout le Parlement le 15 mai.
- 1809 - Élections le 24 novembre.

## Années 1810
- 1810 - Le 13 février, l’Assemblée législative vote trois adresses. Une première est destinée au roi, une deuxième à la Chambre des lords et une dernière à la Chambre des communes (de Londres). L’Assemblée législative revendique le contrôle de la liste civile.
- 1810 - Le 23 février, l’Assemblée législative vote l’expulsion du juge Amable De Bonne à la suite de l'interdiction aux juges de siéger au parlement.
- 1810 - Le 10 mars, Jonathan Sewell et Amable De Bonne fondent le  journal Le Vrai Canadien qui prend position de défendre les politiques du gouvernement.
- 1810 - Le 17 mars, le gouverneur James Craig fait stopper la presse du journal Le Canadien et met les propriétaires en prison pour sédition.
- 1810 - Le premier mai, le gouverneur recommande au roi d’unir le Haut-Canada au Bas-Canada.
- 1810 - Août, construction du Chemin Craig.
- 1811 - Pierre-Stanislas Bédard sort de prison le 4 avril, après avoir été détenu sans procès pendant deux ans, neuf mois et 21 jours.
- 1811 - Le 31 mai, George Prevost devient gouverneur du Bas-Canada.
- 1811 - Fondation du journal The Montreal Herald par William Grey.
- 1812 - Guerre de 1812 : Deuxième invasion américaine du Canada. La conduite du peuple est ambivalente.
- 1813 - Le 26 octobre, Bataille de Châteauguay. Les américains sont repoussés.
- 1814 - Pétitions des Canadiens au Régent. Ce document résume bien la pensée politique des dirigeants canadiens qui sont convaincus que le Bas-Canada demeure leur patrie.
- 1815 - Le 21 janvier, Louis-Joseph Papineau est élu président de l’Assemblée législative. Le Parti canadien démocratique domine l'Assemblée.
- 1815 - En juin, grève des chapeliers dans la ville de Québec. Les dirigeants de la grève sont arrêtés et emprisonnés pour « conspiration criminelle » et complot en vue de restreindre « la liberté du commerce».
- 1817 - Le 3 novembre, fondation de la Bank of Montreal.
- 1817 - Mgr Plessis devient membre du Conseil législatif.
- 1818 - La frontière entre l’Amérique du Nord britannique et les États-Unis est établie au 49e parallèle.

## Années 1820
- 1820 - Un projet d’union est à nouveau discuté entre Londres et le gouvernement du Bas-Canada.
- 1821 - La Compagnie de la Baie d'Hudson absorbe la Compagnie du Nord-Ouest.
- 1821 - L’Université McGill obtient sa charte royale.
- 1821 - Joseph-François Perrault fait paraître son Cours d'éducation élémentaire à l'usage de l'école gratuite établie dans la Cité de Québec, premier manuel pédagogique à être publié au Canada.
- 1821 - Adoption par le Parlement du Bas-Canada de la Loi des maîtres et apprentis; cette loi stipule, entre autres, que toute personne qui déserte son travail ou incite un salarié sous contrat à la désertion est passible d'amende et d'emprisonnement.
- 1821 - Enquête sur les causes qui retardent la colonisation agricole dans le Bas-Canada.
- 1822 - Création à Montréal du Board of Trade.
- 1822 - Des marchands britanniques et des bureaucrates du Bas-Canada se rendent au Parlement britannique pour soumettre une proposition d’union des deux Canadas.
- 1823 - Le 10 mai, Louis-Joseph Papineau et John Neilson sont à Londres avec une pétition de 60 000 signatures contre le projet d’union.
- 1823 - Fondation de l'Union des tailleurs de vêtement de Montréal, premier syndicat connu au Québec.
- 1824 - Constatant une grave d'ignorance en milieu rural, alors que la population anglo-protestante bénéficie de divers avantages scolaires, la Chambre d’assemblée adopte, en 1824, la « loi sur les écoles de fabriques » permettant au curé et aux marguilliers de chaque paroisse d'utiliser jusqu'à 25 % des revenus de la paroisse pour ouvrir et gérer une école primaire.
- 1824 - Fondation de la Literary and Historical Society of Quebec.
- 1824 - Fondation de syndicats de cordonniers, d'ébénistes et d'ouvriers-imprimeurs.
- 1825 - Ouverture du canal de Lachine à Montréal.
- 1826 - Ludger Duvernay, Auguste-Norbert Morin, et Jacques Viger fondent le journal La Minerve.
- 1826 - Le 30 novembre, première assemblée de la Société Médicale de Québec.
- 1826 - Le Parti canadien devient le Parti patriote.
- 1827 - Le gouverneur Dalhousie refuse de reconnaître Papineau comme président de la Chambre.
- 1827 - Le Parti patriote envoie une délégation de trois membres du parlement -- John Neilson, Denis-Benjamin Viger et Augustin Cuvillier -- à Londres avec une pétition de 87 000 noms et une série de résolutions adoptées par l’Assemblée législative.
- 1827 - Fondation de la Société typographique par des ouvriers-imprimeurs francophones et anglophones de la ville de Québec.
- 1827 - Fondation de la Natural History Society of Montreal.
- 1827 - Fondation de la Société pour l’encouragement des sciences et des arts au Canada.
- 1827 - Afin de déterminer plus exactement les longitudes, à l'intention des arpenteurs, des cartographes, et de fournir l'heure juste aux compagnies maritimes et ferroviaires, le gouvernement finance la construction d’observatoires à Québec, Montréal et Toronto.
- 1828 - Londres nomme James Kempt gouverneur en remplacement de George Ramsay.
- 1828 - Création du Montreal Mechanics Institute, premier "mechanic's institute" de formation professionnelle.
- 1828 - Le 12 décembre, Daniel Tracey fonde le journal The Irish Vindicator and Canada General Advertiser. Il changera de nom à quelques reprises, dont celui The Vindicator en 1831.
- 1829 - La carte électorale est redessinée. Mais, à la différence de 1792, ce redécoupage est effectué par le pouvoir législatif et non par l’exécutif et certaines normes de représentation sont introduites par la même occasion. La nouvelle carte compte 46 circonscriptions pouvant élire 84 députés.
- 1829 - L’Université McGill amorce la construction de sa faculté de médecine.
- 1829 -  la « Loi sur les écoles de syndics » qui institue un système scolaire laïque est adoptée à l’instigation du parti patriote : dans chaque paroisse, les propriétaires peuvent élire des « syndics », ancêtres des commissions scolaires, pour administrer des écoles primaires et engager les maîtres.

## Années 1830
- 1830 - Matthew Whitworth-Aylmer, baron Aylmer, est nommé gouverneur.
- 1830 - Fondation, à Québec, du Mechanic's Institute.
- 1831 - La Chambre d’assemblée crée un comité permanent sur l'éducation et en autorise les membres à agir comme visiteurs ou inspecteurs des écoles.
- 1831 - Au courant de l’été, Alexis de Tocqueville, auteur de De la démocratie en Amérique, passe deux semaines au Bas-Canada. Ses notes sur les conditions sociales et politiques des Canadiens ont une grande valeur historique aujourd’hui.
- 1831 - Ludger Duvernay et Daniel Tracey sont arrêtés pour leurs opinions et accusés de sédition.
- 1831 - Joseph-François Perrault publie son Traité d'agriculture pratique.
- 1832 - Daniel Tracey passe 35 jours en prison pour avoir écrit un éditorial dénonçant les agissements du gouvernement colonial britannique.
- 1832 - Lors d’une élection partielle à Montréal le 21 mai, des soldats britanniques ouvrent le feu sur une foule et tuent trois civils.
- 1832 - Une première épidémie de choléra tue 6 000 personnes.
- 1832 - Le Parti patriote adopte une loi accordant l’égalité politique et civile complète aux membres de la minorité juive du Bas-Canada.
- 1833 - Le 5 février, fondation de l'Association des charpentiers et menuisiers.
- 1833 - Le 18 mars, grève des charpentiers et menuisiers pour obtenir la réduction de la journée de travail de 12 à 10 heures et la semaine de 60 heures.
- 1833 - Construit à Québec (1830-1831), un premier vapeur, le Royal William, traverse l'Atlantique.
- 1833 - Fondation du Club des femmes patriotes.
- 1833 - Le Parlement britannique adopte le Slavery Abolition Act (Acte abolissant l’esclavage).
- 1833 - J.B. Meilleur publie son Cours abrégé de leçons de chymie.
- 1834 - Fondation par les Canadiens de la Société Saint-Jean-Baptiste le 24 juin.
- 1834 - Fondation par les loyalistes de la Quebec Constitutional Association.
- 1834 - Le Parti patriote remporte les élections avec une majorité d’environ 95 % des votes enregistrés. (C’est-à-dire 77 des 88 sièges de l’Assemblée législative et 483 739 votes contre 28 278).
- 1834 - L’Assemblée législative adopte les Quatre-vingt-douze résolutions, un document qui compile tous les griefs des Canadiens depuis l’introduction du parlementarisme dans la colonie en 1791.
- 1834-1836 - Installée au Québec depuis peut-être 1829, la mouche à blé détruisit presque complètement les récoltes en 1834, 1835 et 1836. Ce fut l’une des causes de l’abandon de la culture du blé au Québec.
- 1835 - Découverte de pépites d'or dans la Beauce.
- 1835 - Fondation par les loyalistes de la Montreal Constitutional Association en janvier.
- 1835 - Fondation de l’Union patriotique par des membres du Parti patriote.
- 1835 - Les Canadiens fondent leur première banque, La Banque du Peuple. L’institution s’effondrera après les troubles de 1837-38.
- 1836 - Fondation du Doric Club, une milice armée populaire, dont le but avoué était de s'opposer par la force aux Canadiens français si le gouvernement leur accordait un conseil législatif électif comme ils étaient en droit de s'attendre en tant que majorité.
- 1836 - Le Conseil législatif (nommé) refuse à l’Assemblée législative (élue) les crédits pour les écoles de syndic. Le 1er mai 1836, les journaux patriotes sont encadrés de noir en guise de protestation. De 1836 à 1840, l’école publique n'est plus financée. La suppression de l’école publique laïque est une des causes des rébellions de 1837 et 1838[1].
- 1836 - L'Assemblée législative adopte une loi autorisant la création d'écoles normales, dont la première ouvre à Montréal en 1837.
- 1836 - Le premier chemin de fer construit au Canada est en opération entre La Prairie et Saint-Jean-sur-Richelieu, un portage de 23 km sur la route de New York par le lac Champlain.
- 1837 - Implantation des Frères des écoles chrétiennes.
- 1837 - Le 6 mars, les résolutions Russel arrivent de Londres. Toutes les demandes des patriotes sont rejetées.
- 1837 - Établissement du Comité central et permanent en avril.
- 1837 - Créée en août, la Société des Fils de la Liberté tient sa première assemblée populaire le 5 septembre.
- 1837 - Plusieurs assemblées populaires se tiennent à travers le pays entre mai et novembre.
- 1837 - Le Doric Club attaque les Fils de la liberté le 6 novembre et profite de l'occasion pour saccager les bureaux du Montreal Vindicator et vandaliser la maison de Papineau.
- 1837 - Le 8 novembre, le général John Colborne commence à recruter des volontaires de milice qu’il place sous le commandement du lieutenant-colonel Dyer.
- 1837 - Le 16 novembre, Lord Gosford ordonne l’arrestation de 26 chefs patriotes pour haute trahison.
- 1837 - Bataille de Saint-Denis le 23 novembre.
- 1837 - Bataille de Saint-Charles le 25 novembre.
- 1837 - Les patriotes prennent le contrôle de Saint-Eustache le 30 novembre.
- 1837 - Proclamation de la loi martiale dans le district de Montréal le 5 décembre.
- 1837 - 80 patriotes sont forcés de se retirer à Moore’s Corner près de la frontière américaine le 6 décembre.
- 1837 - Le 13 décembre, le général John Colborne quitte Montréal pour Saint-Eustache à la tête de 1 300 hommes.
- 1837 - Bataille de Saint-Eustache le 14 décembre.
- 1837 - Les troupes britanniques brûlent le village de Saint-Benoît.
- 1837 - En décembre, Rébellion du Haut-Canada. Les tensions entre l'oligarchie du Family Compact et les chefs du parti populaire entraîne le soulèvement armé de l'aile extrémiste du mouvement réformiste.
- 1838 - Le 26 février, Robert Nelson, général des patriotes, rassemble entre 600 et 700 volontaires, les Frères chasseurs et des sympathisants américains, et tente d’envahir le Canada.
- 1838 - Robert Nelson proclame l’indépendance du Bas-Canada à Week’s House le 28 février. Voir la Déclaration d'indépendance du Bas-Canada.
- 1838 - L’Acte constitutionnel est suspendu le 27 mars. Un conseil spécial est formé par Londres.
- 1838 - L’envoyé du gouvernement britannique, John George Lambton, Lord Durham, arrive à Québec le 27 mai.
- 1838 - Le 28 juin, l’amnistie est proclamée pour tous les prisonniers, exception faite de 8 personnes exilées aux Bermudes.
- 1838 - Les Frères chasseurs prennent position à Beauharnois, Sainte-Martine et Saint-Mathias le 3 novembre.
- 1838 - Nouvelle proclamation de la loi martiale le 4 novembre.
- 1838 - Bataille de Lacolle le 7 novembre.
- 1838 - Bataille de Odelltown le 9 novembre. Fin des  rébellions de 1837-38.
- 1838 - Mise sur pied de la cour martiale chargée de juger 108 hommes.
- 1839 - Publication du rapport Durham le 11 février.
- 1839 - Pendaison de 12 patriotes à la Prison du Pied-du-Courant le 15 février.
- 1839 - Charles Edward Poulett Thomson, baron Sydenham, devient gouverneur des Canada en remplacement de lord Durham.